# 進歩党 (ノルウェー)
進歩党（しんぽとう、ノルウェー語 (ブークモール): Fremskrittspartiet, ノルウェー語 (ニーノシュク): Framstegspartiet, 略称:FrP）は、ノルウェーのリバタリアン政党。

## 歴史

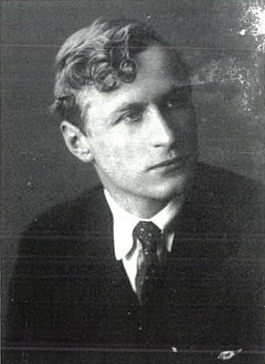
アンネシュ・ランゲ（1930年代）

第二次世界大戦前から右翼活動に関わっていたアンネシュ・ランゲが1973年に創設した、その名も「税金と公的介入を強力に縮小するためのアンネシュ・ランゲの党」が前身。同年の総選挙では、労働党と既存保守政党の双方への批判票を集め、4議席(得票率5,01%)を獲得した。翌1974年にランゲが死去しエイヴィン・エックボが党首に就いたが、路線をめぐる内部対立が深まった。この結果カール・ハーゲンをリーダーとするグループが離党して、改革党(Reformpartiet)を結成した。1975年に再合同したものの、選挙では長く低迷することとなった。なお1977年に現在の進歩党に改称している。
その後、党組織の構築やハーゲンの効果的なテレビ戦術が功を奏して、1989年の総選挙では、165議席中22議席を獲得する大躍進を遂げた。1990年代後半からは第二党ないし第三党の地位を確たるものとし、2005年には169議席中38議席と再び躍進して、得票率も20%を超えた。
長年にわたって党の顔であったハーゲンは2006年に党首を退き、当時36歳のシーヴ・イェンセンが後継党首となった。2009年の総選挙では第二党となっている。
2013年の総選挙では第三党となった。第二党のノルウェー保守党との少数与党連立構想は、進歩党に一時期ノルウェー連続テロ事件の容疑者アンネシュ・ベーリング・ブレイビクが所属していたことから議論を呼んだ。2020年1月20日、政府がISILに関わっていた疑いのある女性を、子供の治療が必要としてノルウェーに送還させると決定したことに抗議し、党首シーヴ・イェンセンは財務大臣を辞任し、党も連立政権からの離脱を表明した。

## 政策
反移民政策。ただし、全面的な移民排斥ではなく「ノルウェーは男女平等で、福祉の進んだ国家である。故にまったく考えの異なる移民を迎えるなど到底出来ない」として、主に中東・北アフリカからやってくるムスリム移民の抑制を唱えている。隣国デンマークのデンマーク党のように白人以外の外国人を排斥するなどのような、単純な反移民政策とは異なる。
経済・財政政策においては、国家の介入を最小限に抑え、市場原理に委ねることを主張している。経済の大きな部分を占める公的部門を民営化し、累進的課税の除去による経済活動の活性化など、福祉国家の転換へ向けての政策が中心となっている。
こうした急進的な政策のため、議会内で一定の勢力を築いたにかかわらず、政権への参加は長い間実現しなかった。ノルウェーの政党は社会主義ブロックとブルジョワ・ブロックに分かれて連立政権を形成することが多く、進歩党は政策的には後者に近い。しかし2001年に発足したキリスト教民主党中心のボンデヴィーク政権があえて少数政権の道を選んだように、進歩党はブルジョア・ブロック政権においてもその閣内パートナーとして迎えられなかった。2013年発足の保守党を中心とするエルナ・ソルベルグ政権でようやく政権入りしたが、先述の通り結局は2020年に連立政権を離脱するに至った。

## 歴代党首
- アンネシュ・ランゲ（英語版） (1973年-1974年)
- エイヴィン・エックボ（英語版） (1974年-1975年)
- アルヴェ・ロンヌム（英語版） (1975年-1978年)
- カール・ハーゲン (1978年-2006年)
- シーヴ・イェンセン (2006年-2021年)
- シルヴィ・リストハウグ（英語版） (2021年-)